# Нарсдорф
Нарсдорф (њем. Narsdorf) општина је у њемачкој савезној држави Саксонија. Једно је од 41 општинског средишта округа Лајпциг. Према процјени из 2010. у општини је живјело 1.821 становника. Посједује регионалну шифру (AGS) 14729290.

## Географски и демографски подаци
Нарсдорф се налази у савезној држави Саксонија у округу Лајпциг. Општина се налази на надморској висини од 252 метра. Површина општине износи 24,5 km². У самом мјесту је, према процјени из 2010. године, живјело 1.821 становника. Просјечна густина становништва износи 74 становника/km².